# NGC 5745/2
NGC 5745/2 је галаксија у сазвежђу Вага која се налази на NGC листи објеката дубоког неба.
Деклинација објекта је - 13° 56' 56" а ректасцензија 14h 45m 1,1s. Привидна величина (магнитуда) објекта NGC 5745 износи 14,5 а фотографска магнитуда 15,5. NGC 57452 је још познат и под ознакама MCG -2-38-4, VV 98.